# Drosophila jesonica
Drosophila jesonica är en tvåvingeart som beskrevs av Matsumura 1931. Drosophila jesonica ingår i släktet Drosophila och familjen daggflugor.
Artens utbredningsområde är Japan.